# Schweizer Fussballmeisterschaft 1900/1901
Čtvrtý ročník Schweizer Fussballmeisterschaft  1900/1901 (česky: Švýcarské fotbalové mistrovství). Turnaje se zúčastnilo již nově 10 klubů a byla rozdělena do dvou regionálních skupin, skupina A z východu a skupina B ze západu. Vítěz každé skupiny postoupil do finále.
Vítězem turnaje se stal obhájce titulu Grasshopper Club Curych, který opět porazil ve finále FC Bern 2:0 a 2:0.